# Avortement en Belgique
L'avortement en Belgique est une pratique légale dans la mesure seulement où elle fait l'objet d'une dépénalisation partielle depuis 1990. Fortement influencée par la religion catholique et des partis conservateurs, la question de sa dépénalisation totale suscite encore au début du XXIe siècle de nombreux débats et de vives tensions entre les partis politiques belges, alors que ce pays du Nord de l'Europe est doté d'une législation relativement favorable à l'égalité des sexes.

## Histoire

### Criminalisation
L'avortement est tout d'abord interdit en Belgique par les articles 348 à 353 du Code pénal de 1867,. L'avortement figure alors parmi les crimes « contre l’ordre des familles et contre la moralité publique ». L'avortement est alors pratiqué de manière illégale, et les poursuites judiciaires sont rares. Henry Carton de Wiart réalise un projet de loi en 1913, finalement voté après la Première Guerre mondiale en 1923, destiné à punir les incitations à l'avortement ainsi que la propagande pour la contraception.
Des avortements thérapeutiques ont lieu en 1940 dans certains hôpitaux, tandis que d'autres sont pratiqués illégalement dans les années 1960 par certains plannings familiaux.

### Indépendance du Congo et avortement toléré
En 30 juin 1960, le Congo belge prend son indépendance et de nombreux belges reviennent de l'ancienne colonie. D'après des documents d'archive, la Belgique rend alors possible, en n'engageant pas de poursuites, l'avortement de femmes qui attendent un enfant conçu à la suite d'un viol par un homme africain,. La volonté de l'État est alors d'éviter des enfants métis, « l’arrivée d’un mulâtre était pire que le curetage »pour la femme qui a été violée et son entourage. Toute communication sur le sujet se fait de vive voix pour éviter tout trace, seuls quelques documents issus des archives du Premier ministre de l’époque, Gaston Eyskens, subsistent et sont exhumés par l’historien belge Frank Gerits dans les années 2020. Le gouvernement associe l'Église catholique, certains prêtres jugeant justifiée l'intervention médicale. Les documents ne permettent pas de déterminer si d'éventuels avortements ont bien eu lieu.

### Début du mouvement pour l'autorisation de l'avortement

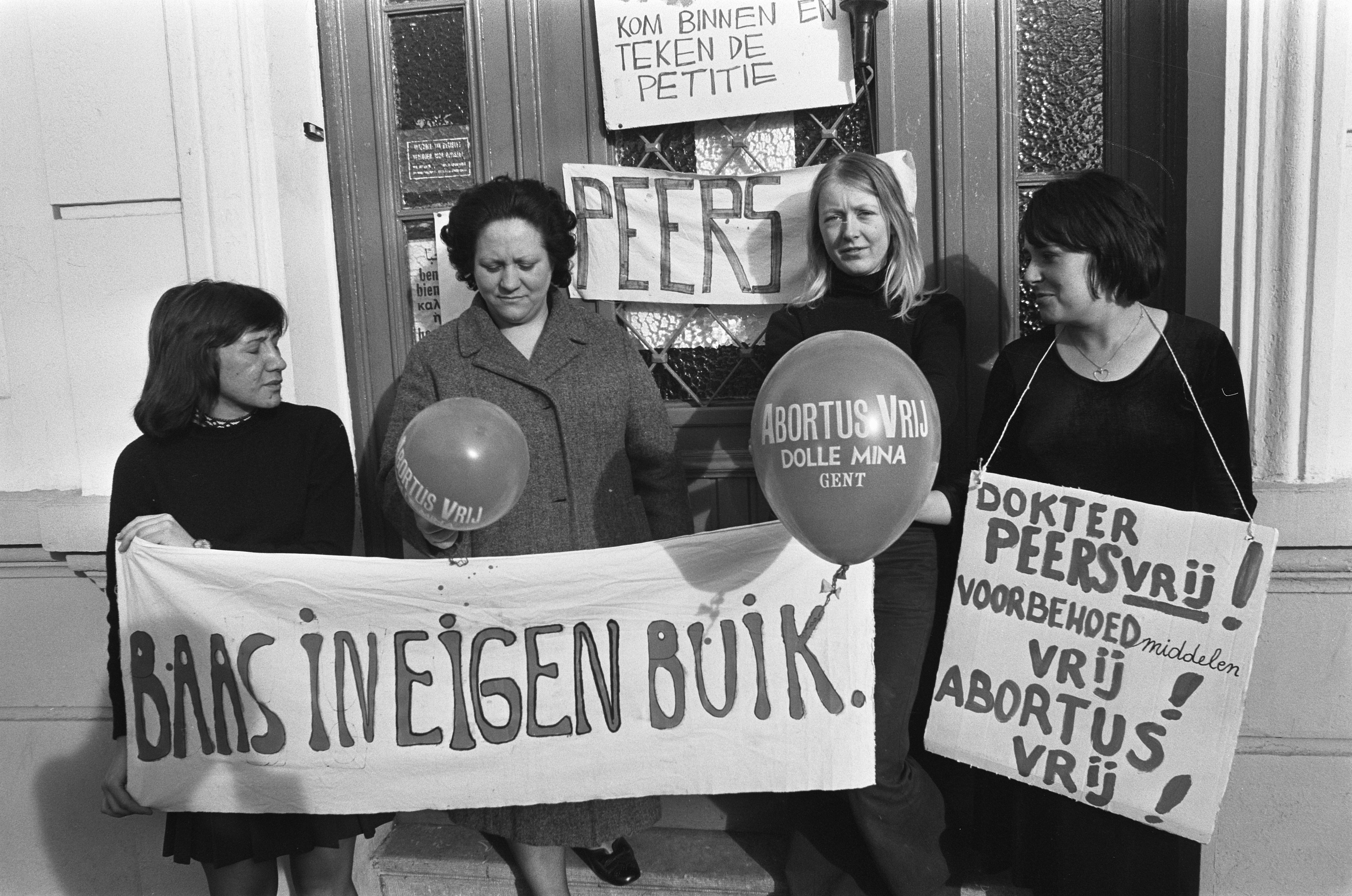
Manifestantes de Dolle Mina contre l'emprisonnement du docteur Peers, à Gand le 22 janvier 1973.

La Société belge pour la légalisation de l'avortement (SBLA) naît en 1970, fondée par le gynécologue Willy Peers. La même année, le Conseil national des femmes belges organise un débat sur l'avortement. Des réseaux se mettent en place pour permettre à des femmes de mettre fin à leur grossesse. Les Marie Mineur fondent SOS avortement qui met en relation des femmes avec des médecins qui pratiquent des avortements, tandis que les Dolle Mina en Flandre se chargent d'emmener des femmes avorter aux Pays-Bas.
En 1971 est déposée pour la première fois une loi de dépénalisation baptisée loi Callewaert.
Le 18 janvier 1973, Willy Peers est arrêté pour avoir pratiqué plus de trois cents avortements dans la région de Namur. Il passe 34 jours en prison. Les manifestations pour sa libération et la révision de la loi rassemblent plusieurs centaines de milliers de personnes. La mobilisation donne lieu à une trêve judiciaire qui permet de ne plus poursuivre les médecins pratiquant des avortements. Entre 1974 et 1978 a ensuite lieu un blocage des débats politiques au sujet de l'avortement. De nouvelles organisations publiques liées à l'interruption de grossesse naissent, comme les Comités de dépénalisation de l'avortement en 1976, le Comité pour la suspension des poursuites judiciaires en 1978 et la même année l'apparition du GACEHPA, Groupe d'action des centres extrahospitaliers pratiquant l'avortement. Il est alors estimé qu'entre 74 000 et 150 000 avortement clandestins, c'est-à-dire non thérapeutiques, ont lieu chaque année en Belgique selon les cahiers du CRISP, et 20 000 selon le professeur catholique Renaer. La trêve est finalement rompue de fait en 1978 par plusieurs parquets.
Un procès collectif à l'encontre de plusieurs médecins et d'une psychologue a lieu à Bruxelles en 1983.

### Loi Lallemand-Michielsen et dépénalisation partielle
L'avortement est définitivement dépénalisé en 1990 avec la loi de dépénalisation partielle dite loi Lallemand-Michielsen, du nom de Roger Lallemand, sénateur socialiste qui avait défendu comme avocat Willy Peers en 1973, et de Lucienne Michielsen, du parti libéral flamand,. La loi, votée à la Chambre le 29 mars 1990, entraîne le vote par la Chambre d'une impossibilité de régner à l'encontre du roi Baudoin qui refuse de sanctionner la loi. La loi est finalement promulguée le 3 avril. La loi Lallemand-Michielsen n'autorise pas l'avortement mais suspend les poursuites judiciaires dans les cas où l'avortement a lieu selon les conditions prescrites par la loi. Elle autorise également le personnel médical et infirmier le droit de refuser de pratiquer un avortement.
Les avortements par méthode médicamenteuse commencent à être pratiqués en 2000. À partir de 2003, une convention est établie entre l'INAMI et les centres pratiquant les IVG, permettant aux femmes souhaitant avorter de ne payer que le ticket modérateur d'un montant de 3,60 €,.

### Vers une dépénalisation totale?
En 2020, une proposition de loi pour dépénaliser totalement l'IVG et allonger le délai de 12 à 18 semaines est déposée. Elle est signée par la plupart des partis, à l'exception du CD&V, de la N-VA, du Vlaams Belang et du cdH. Le vote est reporté quatre fois à la suite du dépôt d'une série d'amendements déposés par le CD&V, la N-VA et le Vlaams Belang.

## Législation
L'avortement est autorisé jusqu'à 12 semaines de grossesse ou 14 semaines d’aménorrhée, dans les cas où la femme est jugée en état de détresse, notamment si son refus de garder la grossesse est persistant. Il peut également avoir lieu plus tardivement si la vie de la mère est en danger ou si l'enfant présente une pathologie grave et incurable attestée par deux médecins.
L'avortement doit être pratiqué à l'hôpital ou dans un centre de planning familial. L'établissement est tenu d'informer la femme des aides sociales existantes et des mesures de contraception possibles, et est tenu de fournir un service d'écoute psychologique. Un entretien psychologique et un examen médical sont obligatoires lors de la demande et il doit s'écouler une période de six jours avant de pratiquer l'intervention,. Le jour de l'intervention, la femme doit signer un document attestant son désir persistant de pratiquer un avortement.

## Statistiques
Il est estimé en 2011 que 9,2‰  des femmes âgées de 15 à 44 ans ont avorté, ce qui est inférieur à la moyenne des pays développés. La même année, 11,1%  des grossesses se sont achevées par un avortement, ce qui est également inférieur à la majorité des pays européens. Les femmes demandant une interruption de grossesse avaient en moyenne 27 ans, et 57 % étaient sous contraception. Dans 72 % des cas, la méthode employée était l'aspiration intra-utérine.
Entre 1993 et 2011, le nombre d'avortements a diminué de presque moitié, tandis que le taux d'avortement a augmenté pour quasiment toutes les tranches d'âge.

## Opinion publique
Dans une enquête menée par le Centre d'action laïque publiée en 2018, 75,4% des Belges sont d'accord pour dire que l'avortement ne doit pas être un crime, 16,6% sont en désaccord, 5,7% affirment n'être ni pour ni contre, et 2,3% n'ont pas pu ou n'ont pas voulu répondre.